# Sonya Keefe
Sonya Camila Keefe Navarro (Santiago, Chile, 11 de abril de 2003) es una futbolista chilena. Juega de delantera y su equipo actual es el Granada de la Primera División Femenina de España. 

## Trayectoria
Oriunda de Quinta Normal, comenzó su carrera en la rama femenina del Club Deportivo Boston College a los 12 años. En su último año en las "Águilas" fue la goleadora del club en la Primera B del fútbol femenino.También, jugó futsal en el inicio de su carrera, siendo nominada a los Juegos Olímpicos de la Juventud de Buenos Aires 2018. 
En 2019 fue fichada por Unión Española, pero finalmente no pudo jugar oficialmente en su nuevo club debido a que el torneo de Primera B de 2020 se suspendió a causa de la pandemia de COVID-19 en Chile.
Pese a ello, debido a que fue bien evaluada en la selección chilena y a su gran nivel en entrenamientos, en 2021 es contratada por Universidad de Chile y con ello consigue regresar a la Primera División de fútbol femenino de Chile.
Durante la temporada 2021 marcó 17 goles por el conjunto azul, logrando además el título de Primera División y el reconocimiento a la Jugadora Revelación del torneo en los Premios Contragolpe. 
Keefe firmó su primer contrato profesional con Universidad de Chile en 2022. Ese año fue la goleadora del torneo, con 26 tantos.  
El 20 de enero de 2023 fue anunciada como nueva jugadora del Club Polideportivo Cacereño de la Primera Federación Femenina de España. Debutó por el cuadro de Cáceres un día más tarde, ingresando en el segundo tiempo y marcando un gol en el triunfo 2-0 sobre el Depor Abanca. 
En julio de 2024 deja el Cacereño y parte al Dux Logroño, disputando la temporada 2024-25 de la Primera Federación Femenina, consiguiendo el ascenso a Primera División y consagrándose como la máxima anotadora del torneo.  
El 9 de julio de 2025 fue confirmada como nueva jugadora del Granada.

## Selección nacional
A nivel sub-17, participó con la selección chilena en el Campeonato Sudamericano Femenino de 2018 disputado en Argentina.  En tanto, a nivel sub-20 formó parte de la nómina del Campeonato Sudamericano de 2022 que se disputó en Chile. Participó además en los Juegos Suramericanos de 2018. 
Su primera nómina a la selección absoluta fue en 2020, para un amistoso de Chile ante Zambia, en el cual finalmente no jugó.  Su debut se produjo dos años después, en octubre de 2022, en un amistoso contra la selección mexicana que terminó 2-2.
En 2025, fue convocada para representar a Chile en la CONMEBOL Copa América Femenina. 

### Partidos internacionales
| Selección chilena | Selección chilena | Selección chilena |
| Año               | Partidos          | Goles             |
| ----------------- | ----------------- | ----------------- |
| 2022              | 3                 | 1                 |
| 2023              | 4                 | 0                 |
| 2024              | 2                 | 0                 |
| 2025              | 7                 | 3                 |
| Total             | 16                | 4                 |

## Clubes
| Club                 | País   | Año       |
| -------------------- | ------ | --------- |
| Boston College       | Chile  | 2016-2019 |
| Unión Española       | Chile  | 2020      |
| Universidad de Chile | Chile  | 2021-2022 |
| CP Cacereño          | España | 2023-2024 |
| Dux Logroño          | España | 2024-2025 |
| Granada              | España | 2025-     |

## Palmarés

### Títulos nacionales
| Título           | Club                 | País  | Año  |
| ---------------- | -------------------- | ----- | ---- |
| Primera División | Universidad de Chile | Chile | 2021 |

### Títulos Personales
| Año  | País   | Distinción                              | Detalle        |
| ---- | ------ | --------------------------------------- | -------------- |
| 2022 | Chile  | Máxima goleadora de la Primera División | Anotó 26 goles |
| 2025 | España | Máxima goleadora de la Segunda División | Anotó 16 goles |